# Pseudalmenus
Pseudalmenus is een geslacht van vlinders van de familie Lycaenidae, uit de onderfamilie Lycaeninae.

## Soorten
- P. chlorinda (Blanchard, 1853)
- P. chloris Waterhouse & Lyell, 1914
- P. zephyrus Waterhouse & Lyell, 1914